# John McAleese
John Thomas McAleese (Stirling, 25 aprile 1949 – Salonicco, 26 agosto 2011) è stato un militare britannico, ex-sergente dello Special Air Service che ha partecipato al raid dell'ambasciata iraniana di Londra il 5 maggio 1980. È noto anche per aver partecipato al programma della BBC SAS: Are You Tough Enough?.

## Biografia e carriera militare
John Thomas McAleese nacque a Stirling, in Scozia, il 25 aprile 1949 e crebbe Laurieston. Dopo aver lasciato la scuola e prima di dedicarsi alla carriera militare, ha lavorato in una miniera di carbone insieme a suo padre.
Nel 1969, all'età di 20 anni, si arruola volontario nell'esercito britannico venendo reclutato nei Royal Engineers. Nel 1975, all'età di 26 anni, si trasferisce a Stirling Lines, a Hereford, per arruolarsi nello Special Air Service, il corpo speciale dell'esercito.
Superata la selezione, McAleese entra nello Squadrone B del 22º Reggimento SAS. Il 5 maggio 1980, con il grado di caporale, partecipa all'Operazione Nimrod, liberando i 24 ostaggi dell'ambasciata iraniana a Londra, occupata da 6 terroristi arabi. L'operazione fu trasmessa in diretta dalla BBC e da altri canali televisivi, contribuendo a far conoscere il SAS al grande pubblico. McAleese fu la prima persona ad entrare ed è stato visto come un eroe.
Nel 1982 ha preso parte alla guerra delle Falkland, e nel corso degli anni ottanta ha partecipato a missioni in Oman, Belize e Irlanda del Nord, quest'ultima per l'Operazione Banner.
Nel 1988 viene decorato con la Military Medal per un'operazione in Irlanda del Nord, lavorando anche come guardia del corpo per tre Primi ministri britannici, per poi congedarsi con onore l'8 febbraio 1992, con il grado di sergente.
Dopo il congedo ha lavorato dapprima come barista di un pub di Hereford, poi come consulente per la sicurezza in Iraq e Afghanistan e istruttore di Softair.

## Morte
McAleese è scomparso, all'età di 62 anni, il 26 agosto 2011 a Salonicco, in Grecia, per un attacco di cuore. I suoi funerali si sono svolti il 22 settembre presso la Cattedrale di Hereford.

## Vita personale
Nel suo primo matrimonio con Kim ha avuto due figli, Paul (sergente dei The Rifles nato nel 1979 e morto a Helmand il 20 agosto 2009) e Hayley (nata nel 1983). In seguito al divorzio, McAlesse ha sposato Jo e da lei ha avuto altri due figli, Jessica (nata nel 1989) e Kieran (nato nel 1997).

## Decorazioni
- Military Medal - 1988